# Чермак-Зейзенегг, Эрих
Эрих Чермак-Зейзенегг (нем. Erich Tschermak-Seysenegg; 1871—1962) — австрийский учёный-генетик. Сын австрийского минералога Густава Чермака.

## Биография
В 1895 году окончил Университет Галле. Наряду с Хуго де Фризом и Карлом Корренсом Чермак повторно открыл законы Менделя, но работал в этой области не долго.
С 1950 почетный доктор Венского университета.
Работал над скрещиванием сельскохозяйственных и садовых растений.
Изображен на австрийской почтовой марке 1971 года.
Похоронен на венском Дёблингском кладбище.